# Giuseppe Sciardis
Giuseppe Sciardis, né le 26 mai 1910 à Pocenia (Italie) et mort le 29 mai 1997 à Aix-les-Bains, est un coureur cycliste italien actif de 1933 à 1938.

## Biographie
Il est le père de Robert Sciardis, le frère de Gino Sciardis et l'oncle de Guido et Ugo Anzile, également coureurs cyclistes.

## Palmarès
- 1932
  - 3e du Grand Prix de Saumur
- 1933
  - 2e des Boucles de l'Aulne
  - 3e du Circuit de la Vienne
- 1935
  - Circuit de Saumur
- 1936
  - Circuit de Saumur
  - Grand Prix de Saumur
- 1938
  - Grand Prix de la Sarthe

## Résultat sur le Tour d'Italie
1 participation :
- 1936 : abandon à la 8e étape[4]